# Кубок наслідного принца Кувейту
Кубок наслідного принца Кувейту (араб. كأس ولي العهد) — футбольний клубний турнір в Кувейті, який проводиться під егідою Футбольної асоціації Кувейту. 

## Історія
Турнір започаткований у 1993 році. Першим переможцем сезону 1993/94 став «Аль-Кувейт», який у фіналі здолав «Казму». 

## Фінали
| Сезон   | Чемпіон                | Рахунок          | Фіналіст               | Місце фіналу       |
| ------- | ---------------------- | ---------------- | ---------------------- | ------------------ |
| 1993-94 | Аль-Кувейт             | 1 - 0            | Казма                  |                    |
| 1994-95 | Казма                  | 4 - 1            | Аль-Кадісія            |                    |
| 1995-96 | Аль-Арабі (Ель-Кувейт) | 3 - 1            | Хайтан                 |                    |
| 1996-97 | Аль-Арабі (Ель-Кувейт) | 2 - 1            | Казма                  |                    |
| 1997-98 | Аль-Кадісія            | 4 - 3            | Ас-Сальмія             |                    |
| 1998-99 | Аль-Арабі (Ель-Кувейт) | 2 - 1            | Ас-Сальмія             |                    |
| 1999-00 | Аль-Арабі (Ель-Кувейт) | 2 - 1            | Казма                  |                    |
| 2000-01 | Ас-Сальмія             | 3 - 0            | Казма                  |                    |
| 2001-02 | Аль-Кадісія            | 1 - 0            | Аль-Кувейт             |                    |
| 2002-03 | Аль-Кувейт             | 3 - 0            | Аль-Арабі (Ель-Кувейт) |                    |
| 2003-04 | Аль-Кадісія            | 2 - 1            | Аль-Кувейт             |                    |
| 2004-05 | Аль-Кадісія            | 1 - 1 (3-1 пен.) | Аль-Кувейт             |                    |
| 2005-06 | Аль-Кадісія            | 2 - 2 (3-2 пен.) | Аль-Кувейт             |                    |
| 2006-07 | Аль-Арабі (Ель-Кувейт) | 1 - 0            | Казма                  |                    |
| 2007-08 | Аль-Кувейт             | 1 - 0            | Аль-Кадісія            |                    |
| 2008-09 | Аль-Кадісія            | 1 - 1 (5-3 пен.) | Аль-Кувейт             |                    |
| 2009-10 | Аль-Кувейт             | 2 - 2 (3-2 пен.) | Аль-Арабі (Ель-Кувейт) |                    |
| 2010-11 | Аль-Кувейт             | 2 - 1            | Хайтан                 |                    |
| 2011-12 | Аль-Арабі (Ель-Кувейт) | 0 - 0 (4-1 пен.) | Аль-Кадісія            | «Аль-Кувейт»       |
| 2012-13 | Аль-Кадісія            | 3 - 1            | Аль-Арабі (Ель-Кувейт) | «Аль-Кувейт»       |
| 2013-14 | Аль-Кадісія            | 2 - 1            | Аль-Арабі (Ель-Кувейт) | «Аль-Кувейт»       |
| 2014-15 | Аль-Арабі (Ель-Кувейт) | 4 - 2            | Аль-Кувейт             | «Аль-Кувейт»       |
| 2015-16 | Ас-Сальмія             | 1 - 0            | Аль-Кувейт             | «Джабер Аль-Ахмад» |
| 2016-17 | Аль-Кувейт             | 0 - 0 (5-3 пен.) | Аль-Кадісія            | «Джабер Аль-Ахмад» |
| 2017-18 | Аль-Кадісія            | 1 - 1 (6-5 пен.) | Аль-Кувейт             | «Джабер Аль-Ахмад» |
| 2018-19 | Аль-Кувейт             | 1 - 0            | Аль-Кадісія            | «Джабер Аль-Ахмад» |

## Титули за клубами
| Клуб                   | Перемоги | Фінали | Роки перемог                                         |
| Аль-Кадісія            | 9        | 5      | 1998, 2002, 2004, 2005, 2006, 2009, 2013, 2014, 2018 |
| Аль-Кувейт             | 7        | 8      | 1994, 2003, 2008, 2010, 2011, 2017, 2019             |
| Аль-Арабі (Ель-Кувейт) | 7        | 4      | 1996, 1997, 1999, 2000, 2007, 2012, 2015             |
| Ас-Сальмія             | 2        | 2      | 2001, 2016                                           |
| Казма                  | 1        | 5      | 1995                                                 |
| Хайтан                 | -        | 2      | ---                                                  |